# Erythridula rufostigmosa
Erythridula rufostigmosa är en insektsart som först beskrevs av Beamer 1930.  Erythridula rufostigmosa ingår i släktet Erythridula och familjen dvärgstritar. Inga underarter finns listade i Catalogue of Life.